# 永恆美人
是2019年由克雷格·羅伯斯所編導的黑色幽默電影，並由莎莉·霍金斯、大衛·休利斯、比莉·派柏、潘尼洛普·威爾頓、愛麗絲·洛維和羅伯特·阿拉馬約等領銜出演。
在2019年10月的倫敦影展全球首映，並由 Bulldog Film Distribution 和塞繆爾·戈德溫電影於2020年10月在英國與美國發行上映。

## 劇情
故事講述一個在精神疾病與家庭不睦中苦苦掙扎的女人。Jane（莎莉·霍金斯 飾）在婚禮上被未婚夫拋棄後，二十年來飽受精神分裂的痛苦，在與疾病拉扯中，還得應付處理家庭關係。在醫院看病時，Jane偶然遇見一位失意、落魄的音樂家 Mike（大衛·休利斯 飾），兩人開始了一段黑色幽默的愛情故事。

## 演員
- 莎莉·霍金斯 飾 Jane
  - 莫菲德·克拉克 飾 Young Jane
- 大衛·休利斯 飾 Mike
- 比莉·派柏 飾 Nicola
  - 娜塔莉·歐尼爾（英语：Natalie O'Neill） 飾 Young Nicola
- 潘尼洛普·威爾頓（英语：Penelope Wilton） 飾 Vivian
- 愛麗絲·洛維（英语：Alice Lowe） 飾 Alice
  - Elysia Welch 飾 Young Alice
- 羅伯特·阿拉馬約 飾 Johnny
- 羅伯特·普格（英语：Robert Pugh） 飾 Dennis
- 保羅・希爾頓（英语：Paul Hilton (British actor)）
- Rita Bernard-Shaw 飾 Lucy
- 芭妮塔·桑德胡（英语：Banita Sandhu） 飾 Alex
- 博伊德·克萊克（英语：Boyd Clack） 飾 Psychiatrist